# 警部補ダイマジン
『警部補ダイマジン』（けいぶほダイマジン）は、原作：リチャード・ウー、作画：コウノコウジによる日本の漫画作品。『週刊漫画ゴラク』（日本文芸社）にて、2019年1月18・25日合併号から連載中。
強い正義感をもつ警視庁捜査一課のエースが、法で裁けない犯人に剛腕を振りかざし、悪をもって悪を制すピカレスクサスペンス。
本作は同作者の漫画『クロコーチ』と同一世界の数年後を舞台としており、清家などが再登場している。
2023年7月7日から9月1日まで、テレビ朝日系列にてテレビドラマが放送された。

## あらすじ

### 1巻〜5巻
警視庁捜査一課に所属する警部補・台場陣は自身が追っていた連続少女誘拐殺人事件の犯人でありながら、警察庁OBとして追及を免れてきた天羽大を義憤に駆られて処刑してしまう。天羽の死は自殺として処理されるものの、未解決事件を専門にする特命捜査班の管理官・平安才門は台場の殺人行為を見抜き、彼を脅迫する形で自身が指揮する特命班へ異動させた。奇しくも、過去に発生した未解決事件を模倣するかのような事件が次々と発生。台場は特命班の賀来・牡丹両警部からそれらの未解決事件が戦後から存続するある巨大な秘密結社によるものだと知らされる。その未解決事件には、「御手洗一馬」を名乗る平安の父も関わっている疑いがあり、平安に暗い影を落としていた。
帝国陸軍の防諜機関を母体とし「44」と呼ばれるその結社の目的、それは事件で醸成された社会不安に乗じて国民感情を煽り民主主義を破壊すること、即ち独裁者の誕生にあった。更なる凶悪事件を起こす44の背後には現政権の関与も疑われる中、特命班は平安の親友で鑑識課警視の雲田の協力を得ながら44の実態解明に動き始める。
一方で、天羽の変死事件に関して台場に危機が迫っていた。神奈川県警捜査一課の七夕 夕夏警部補が天羽の殺害犯として台場を疑いはじめ、更には公安の理事官・百鬼と取引をした平安が台場を天羽殺害犯として告発したのだ。冷酷非道な44の結社員・占部や内閣特務室を裏で操る「土日の老人」こと穴水政弦も関わり台場や平安を排除しようとする罠が幾重にも仕掛けられるが、台場はそれらを掻い潜り、更には七夕の協力を得ることに成功した。
その一方で、暗躍する占部は現政権に反対の立場を取るジャーナリストの暗殺や週刊文潮編集部襲撃を実行していく。その目的は戦後有志によって作成された、44設立に深く関わる極秘文書の奪取と関係者の口封じにあった。事件後占部はある衆議院議員のもとに秘書として潜伏する。その議員こそ、かつて神奈川県警管理官として県警の悪徳警部補とともに数々の難事件を解決してきた清家慎吾その人だった。

### 6巻〜8巻
44が追っていた極秘文書は元総理・酒井進三郎を経て清家の手に渡っていた。世界最大の友好国であるアメリカからの独立を目指すその内容に理解を示す清家に対し、占部は清家こそ44の求める独裁者になりうると見込み、44へ引き入れようと画策する。台場は清家も44の一員だと確信して拉致尋問を行うが、実は占部を危険視し44への潜入を試みていたという清家の真意を知り、彼と協力関係を築いた。一方で特命班の内部にスパイがいると考えていた平安は罠を張り牡丹を尋問するが、平安こそ裏切り者だと主張する牡丹の言葉に平安は協力者だった百鬼こそが44の一員であったことに気づく。その百鬼に牡丹が殺害され、憤る台場は百鬼を拷問し、44が現総理・山下の暗殺を計画していることを知る。暗殺の阻止に動き出した特命班は山下襲撃犯として台場が拘束されてしまい最大の危機を迎えるが、暗殺計画の真意を見抜いた台場は実行犯のひとり、都丸を引き入れ暗殺の阻止に成功する。

### 9巻〜15巻
巨大広告代理店「帝国AD」と44のつながりを疑い調査を始めた台場たち特命班の前に、警察から帝国ADに出向中の警部補・雑賀壮、元官房参事官で社外取締役の日下が現れる。公安の内偵捜査官を名乗る彼らから、台場たちは44が政界引退した山下を標的にした新たな暗殺を計画している情報を掴んだ。中国の関与を偽装したその計画を阻止するべく台場は現場に向かい、実行犯の説得に成功する。一方で、個人的な復讐から44の壊滅を目論む雑賀は平安と協力関係を結び帝国ADに潜む44のナンバー2の正体を暴き出すものの、44の刺客によって命を落としてしまう。
雑賀の遺志を継いだ特命班は彼の調査記録から人材派遣会社「キャララ」会長・兼武金太郎と44の繋がり、そして「先駆者」と呼ばれる44のトップが交代した事実を掴む。牡丹殺害容疑で警察を追われ44からも切り捨てられた百鬼の暴走や44の一員である兼武や占部の台場暗殺計画を経て、様々な情報から台場と平安は前先駆者・御手洗一馬の正体が元長官官房首席監察官・阿久津唯だという結論にたどり着く。

### 16巻〜18巻
その44内部では先駆者の交代とそれに伴う意見対立により、静かな分裂が起き始めていた。現44に不満を覚え改革を目論む急進派の占部は有志を募り、人事権を持つ実質的なトップ「立案の先駆者」の正体探しに乗り出し、御手洗はそんな占部を粛清しようと企んでいた。そんな中、東京の轟村で村人の大量死事件が発生する。神経毒「ノビチョク」が持ち込まれたと見られロシアの工作員の関与が疑われる中、特命班は44による犯行を疑い調査を開始、44の最終的な標的が国会である事を掴む。また、御手洗も現先駆者の過激なやり方を危険視し、占部と一時的に手を組みさらなる計画の阻止に動き出した。

### 19巻〜22巻
台場ら特命班の活躍により国会へのノビチョクテロは阻止され、事件解決に貢献した平安は一躍時の人に。一方、現先駆者だった赤堀は占部に粛清され、赤堀を選出した立案の先駆者への不信感は拭えないままだった。「立案」を庇いたてするような御手洗に対して占部は強硬手段に出る。
一方、2年前の文潮襲撃事件を調査していた清家は平安が文潮グループの一族だった事実を掴み、先般のノビチョクテロの真意が平安を英雄として祭り上げることにあったのではないかと推測し、平安の伯父で文潮社社長・平安才覚こそ立案の先駆者ではないかと疑いをかける。才覚から政界進出を打診された当の平安は叔父の平安才人が44の一員であると看破し台場に連行させようとするが、その最中占部の急死という衝撃的な報せが台場の元に届く。
運転中の事故死の可能性が高い占部の死は、しかし牛井や栗田、浅黄ら神奈川県警捜査一課に疑念を抱かれ同乗者だった阿久津こと御手洗は県警の監視対象となる。県警の尾行を安々と受け入れる御手洗の行動を不審に感じた台場は、七夕や浅黄の協力によって44が日本に潜伏するアメリカの傭兵を標的に秘密裏に暗殺を実行している事実を掴む。極秘文書を巡って44の存在を知ったアメリカがその壊滅に動き出しており、日本国内で44とアメリカの極秘部隊の暗闘が始まろうとしていた。そんな中、平安は文潮社の会長で自身の祖父でもある平安京太郎を訪ねていた。平安の追及に対して自分こそが立案の先駆者であると告白する京太郎だが、平安はその嘘を見抜き、44の背後にいる秘密結社「大大倭行動協会」の存在を知る。
一方、阿久津こと御手洗一馬からDNAの採取に成功した台場は雲田警視の鑑定結果からある「衝撃的な事実」を知るが、その直後雲田が何者かの襲撃を受け命を落としてしまう。

### 23巻〜
激しさを増す44とアメリカの傭兵部隊の攻防は、司令官ゴールド・ネルソンの死亡によりアメリカ部隊の撤退という形で幕切れとなった。
雲田警視殺害事件は、台場の決死の捜査によって現役の交番巡査・丹野の逮捕という結末を迎える。現役警察官による警視の殺害というスキャンダラスな大事件を前に揺れる警察上層部では、膿を出し切るべきと主張する警察庁次長の加美羅に対し、長官の権田原が事件の隠蔽を決断。丹野は拘置所で不審死を遂げてしまう。隠蔽の背後には、かつて県警の悪徳警部補によって壊滅したはずの警察内秘密結社「桜吹雪会」の暗躍が噂されていた。「桜」の残党は「サライの消しゴム」と名前を変え、警察不祥事の隠蔽に特化した活動を続けているという。
一方、長期入院している平安の母親について、平安は母親の意識不明は演技であり、『彼女こそが「立案の先駆者」ではないか』という信じがたい結論に辿り着く。推理通り目を覚ました母親と初めての親子の対話を果たした平安に、母親は平安の出自についてあまりにも衝撃的な真実を明かし始めた。

## 登場人物

### 主要登場人物
台場 陣（だいば じん）
本作の主人公。警視庁捜査一課所属の警部補。体格に違わぬ剛腕と高い捜査能力を持つ、自他ともに認める捜査一課のエース。一方で、高すぎる正義感ゆえ卑劣な犯罪者に対して暴力行為も辞さない一面を持ち、連続少女誘拐殺人事件の犯人として追っていた元警察庁高官・天羽大を義憤に駆られて「処刑」してしまう。
その事実を知った平安に脅される形で特命捜査対策班に異動させられ、彼の指揮のもと数々の未解決事件の捜査に加わることになり、背後に存在する秘密結社「44」の日本国を揺るがす陰謀や結社員との死闘に巻き込まれていく。
離婚歴があり、家族とも疎遠状態。周囲からは畏敬の念を込め、その名をもじりたびたび「ダイマジン（大魔神）」と呼ばれている。
平安 才門（ひらやす さいもん）
警視庁捜査一課特命捜査対策班の室長。明晰な頭脳、齢に見合わぬ若々しい美形の持ち主だが、情に薄い冷淡な一面も見せ台場からは「友達がいない」と評されている。偶然台場の殺人行為を知り、脅す形で彼を自らが率いる特命捜査対策班に異動させ、半強制的に「奴隷」として酷使する。
数々の未解決事件に関わっていると疑われている御手洗一馬の息子で、強姦の末母親が15歳の時に産まれたという複雑な出自を持つ。その為御手洗が属する秘密結社「44」の存在を憎悪し、その壊滅を目指している。
交通事故に遭い現在も意識不明で入院している母親を度々見舞いに訪れている。

### 特命捜査対策班
警視庁捜査一課に存在する一部署。未解決事件の真相解明を目的に、元警視監の天羽によって創設された。しかしその実態は未解決事件の裏に潜む政府や警察組織の恥部など、都合の悪い事実を闇に葬りたい警察上層部の思惑が絡んだ名ばかりの部署である。
賀来（かく）
階級は警部。特命捜査対策班の紅一点。捜査では主に情報収集や分析などのサポートを行う。台場が異動してきた経緯を疑い、度々台場を問いただしている。
牡丹（ぼたん）
　階級は警部。優秀な分析官で賀来と同様捜査ではサポート役を担う。
百鬼に騙される形で彼のエス（スパイ）となり、対策班の捜査情報をリークしていた犯人。平安とともに百鬼の正体を知ったあとは二重スパイとなり百鬼の内偵を始めるが、その矢先に百鬼に刺殺されてしまう。

### 44
戦後発生した数々の凶悪な未解決事件を裏で操る巨大な秘密結社。帝国陸軍が創設した防諜部隊・西部44を母体にしており、戦後有志によって生まれた反米保守思想を継承しその実現のため活動している。自衛隊や警察関係者をはじめ、政財界や広告代理店などその魔手は様々に及び、結社員は「先駆者」と呼ばれる首領の指令によって様々な暗殺、大量殺人など非合法な裏工作に手を染めている。
御手洗 一馬（みたらい　かずま）
44の首領である先代の「先駆者」。元自衛隊員でありながら傭兵として海外の様々な戦線に参加した経歴を持つ。帰国後数々の凶悪な未解決事件に関わったとされているがその行方や素性は不明。
当時未成年だった平安の母親を強姦した平安の実の父親でもある。
立案の先駆者
44に君臨する3人の「先駆者」の一人。44の作戦立案や現「先駆者」の選出に関わる実質的な44のトップとされている。
かつて御手洗とともに44の改革を成功させた人物として知られ御手洗からも深い信頼を寄せられているが、44内部でもその素性は謎に包まれている。
占部（うらべ）
44に忠実な結社員で、任務では実行役たちを指揮するリーダー的存在。「一人を殺す為に百人を平気で殺す男」と畏れられるほど冷酷非道な男だが、部下からの信頼は厚く「隊長」と呼ばれ慕われている。
抹殺指令を受け台場を執拗に付け狙うも悉く失敗。後に実行した週刊誌襲撃事件の余波を受けて任務を解かれ、以前に選挙対策参謀をしていた清家の政策秘書に転身した。その後は清家を44の目指す独裁者に仕立て上げようと彼を44に勧誘する。
市川（いちかわ）
44の殺し屋。スーツに隠したプッシュタガーで相手の延髄を正確に突き暗殺する。
以前は塩沢慎吾の名で成田官房長官の私設秘書として勤務しており政敵の排除にも関わっていた。
指令を受け様々な暗殺事件や裏工作に関わり、さらに台場や平安の命を付け狙うことから特命班とも衝突していく。
中野（なかの）
44の殺し屋。市川と同じくプッシュタガーを武器にする。特命班排除の指令を受け平安を襲撃するが失敗、後に台場の裏工作で痴漢に仕立て上げられ社会的に抹殺される。
その後は台場に協力するフリをしつつ特命班の協力者だった百鬼の暗殺を謀るが、百鬼のSPに射殺された。
天羽 大（あもう だい）
警備会社「AMOセキュリティー」社長。元警察官僚の警視監という経歴の裏で40年以上前から続く連続少女誘拐殺人事件の真犯人という顔も持つ。警察官僚という立場を使い関与を巧みに隠蔽し続けてきたが、真相を知った台場の手により自殺に見せかけ殺害された。
後に44の幹部だったことが指摘されるが、詳細は不明。
赤堀 勝正（あかぼり かつまさ）
東京山手大学の特任教授。御手洗からその座を引き継いだ現「先駆者」。隣国の脅威を煽ることで真の日本の独立を画策しており、ロシアの工作員の仕業に見せかけてノビチョクによる無差別テロを敢行する。
「チャラ男」といえる風貌を持つ優男だが、44の力を利用して平然と大量殺戮を企むなど、その本性は非常に冷酷なサイコパス。そのため44内部でも危険な存在とみなされ、前「先駆者」御手洗や占部をはじめとした44内部の分裂・混乱を招くきっかけとなった。

### 政府関係者
山下（やました）
内閣総理大臣。歴代でも善良と評され盤石の長期政権を築く。44の陰謀に利用されるが台場の尽力によって暗殺を免れる。44とは一線を画しており、距離を置くために総理大臣を辞任し、政界からも引退した。
成田（なりた）
内閣官房長官。内閣特務室を使い政権に批判的なマスコミや政敵を排除しており、44とも深いつながりを持つ。山下政権後の馬石政権でも官房長官を続投する。
清家 真吾（せいけ しんご）
神奈川小選挙区出馬の若手衆議院議員。元警察官僚で神奈川県警管理官を務めており、県警の悪徳警部補とコンビを組み警察組織の腐敗が絡む難事件の解決に尽力してきた。
警察時代に遭遇した事件の影響で反米に近い思想を持つ様になり44の思想にも共感を示すが、一方で占部を危険視しており、彼が属する44の実態解明と排除を画策している。
占部が政策秘書として務めている事で台場から44の疑いをかけられるが、会見により誤解が解け彼の協力者となる。
前作「クロコーチ」から続く登場。清廉潔白と評された生真面目な警察時代と比べると、公安の伝手を利用したり、台場の尋問に冷静に交換条件を持ちかけるなど「クロコーチ」での経験を糧に成長した様子が見られる。
酒井 進三郎（さかい しんざぶろう）
元内閣総理大臣。知り合いの政治記者から預かった44の創設に関与する文書を清家に託す。
前作「クロコーチ」から続く登場。前作では現首相を務め、途中で辞任した。清家に政治家への道を勧め、政界進出を後押した張本人でもある。
都丸（とまる）
山下の私設秘書。国の現状に怒りを覚えており、44の可能性に賭け山下首相暗殺計画に加担する。しかし台場から44の真意を聞かされたことで翻意し、44におけるスパイとして特命班の協力者となる。
駒瀬（こませ）
内閣官房副長官。元警察官僚の警視監で、44を監視する公安組織である横8を自称するが、実際は44の一員である。
44に見放され逆上した百鬼に拉致され、台場の尋問によって先駆者の情報を明かすが、44に雇われた暗殺者によって巻き添えを食う形で殺害された。

### 警察関係者
雲田（くもた）
警視長鑑識課に所属する警視。平安の唯一の理解者で、平安の父親を特定するためのDNA鑑定や事件の鑑識報告など、科学的な面から対策班をサポートする。
百鬼 渚（なぎり なぎさ）
警察庁公安の理事官。平安に協力を持ちかけ彼に情報を提供する。
実は44の一員で警察庁における44のスポンサー役。あえて暗殺の標的になることで平安の信頼を得、情報提供により対策班を巧みにコントロールしつつ牡丹をスパイに仕立て上げるなど非常に狡猾な性格。
牡丹から自身の正体が露見した後は、決定的な瞬間を目撃した牡丹を自らの手で殺害するが、台場に拉致され拷問を受けた末に特命班のスパイにさせられる。後に牡丹殺害の証拠を提出されたことで警察から追放され、44からも見放された。
以降は台場とは一応の協力関係にあるが、台場の抹殺を図ろうとしたり、穴水や占部とも未だ関係を持ち、天才的な二枚舌で容易く勢力を乗り換えている。
七夕 夕夏（たなばた ゆうか）
神奈川県警捜査一課の女性警部補（班長）。同期でも出世頭で、公安から引き抜きの話が出るほど優秀な刑事。グラマラスで美貌の持ち主。
連続少女誘拐殺人事件を独自に捜査しており、真犯人を天羽と断定し、天羽を殺害した犯人として台場を疑い付け狙う。
台場の心を折るための犠牲として占部に利用され殺されかけるが、暗殺者を逆に殺害してしまう。台場が自身の罪を被った事で恩義を感じ、以降は彼の協力者となる。
浅黄 由芽（あさぎ ゆめ）
神奈川県警の女性巡査部長。七夕とは同期。
台場たちの追う44の起こす事件に直接関わることは少ないが、県内で起きた事件の際には端役ながら登場し、清家にも協力している。
前作「クロコーチ」から続く登場。次期総理大臣暗殺事件の目撃者の一人で、暗殺犯である悪徳警部補を「日本を救った英雄」として尊敬している。
牛井（うしい）
神奈川県警捜査一課の警部補で浅黄の上司。
前作「クロコーチ」から続く登場。遭遇した事件の影響で出世を諦めており、自らを「万年警部補」と自嘲するシーンがある。
栗田（くりた）
神奈川県警捜査一課の巡査部長。牛井の部下。
前作「クロコーチ」から続く登場。「クロコーチ被害者の会」として浅黄・牛井とともに清家に協力する。

### その他の登場人物
穴水 政玄（あなみず せいげん）
公安警察出身で長年「内閣特務室」のトップにいた元官僚。引退後の現在も内閣特務室を裏で操るとされている。44とも繋がりを持ち、44や政府関係者の依頼を受け都合の悪い人物の抹殺や、醜聞の揉み消しについてアドバイスを与えている。
毎週土曜か日曜に山下総理と面会していることから「土日の老人」の異名を持つ。
雑賀 壮（さいか そう）
広告代理店「帝国AD」に出向中の現役警察官（警部補）。情報処置課に所属し、政府関係者等からの依頼を受け賄賂や殺人等の非合法手段によりスキャンダルの揉み消しを行っている。
正体は44の実態解明の為公安から送り込まれたスパイであり、44の中枢に食い込むためなら殺人行為も辞さない思考を持つ。台場や平安と協力関係を作り、帝国AD内に潜む44のナンバー2の炙り出しに成功するが、44の罠に掛かり殺害される。
御手洗一馬に惨殺された「伝説のギャンブラー」の隠し子であり、使命より私怨から44壊滅に動いてていることが明かされている。
高田 美和子（たかだ みわこ）
台場の元妻。既に新しい相手を見つけており台場とも疎遠なことから44の暗殺対象から外されている。
連続少女誘拐殺人事件及び天羽大殺害事件の容疑者の弁護人を務めており、被害者の一人である少女から重要な証言を引き出す。
兼武 金太郎（かねたけ きんたろう）
人材派遣会社「キャララ」の会長。44の一員であり、先駆者の指令を受け民間軍事会社設立や暗殺要員の手配を行う。
台場抹殺のため派遣した傭兵が同じく44だった駒瀬を殺害したことから占部の怒りを買い、占部が自身を殺害しようとしているという疑心暗鬼に陥り、占部の抹殺を条件に台場の情報提供者となる。

## 書誌情報
- 原作：リチャード・ウー、作画：コウノコウジ『警部補ダイマジン』日本文芸社〈ニチブンコミックス〉、既刊25巻（2025年7月9日現在）
  1. 2019年6月28日発売[3][4]、ISBN 978-4-537-13941-9
  2. 2019年9月28日発売[5]、ISBN 978-4-537-13981-5
  3. 2019年12月19日発売[6]、ISBN 978-4-537-14178-8
  4. 2020年3月28日発売[7]、ISBN 978-4-537-14222-8
  5. 2020年6月30日発売[8]、ISBN 978-4-537-14259-4
  6. 2020年10月29日発売[9]、ISBN 978-4-537-14296-9
  7. 2021年1月29日発売[10]、ISBN 978-4-537-14336-2
  8. 2021年3月29日発売[11]、ISBN 978-4-537-14352-2
  9. 2021年6月29日発売[12]、ISBN 978-4-537-14385-0
  10. 2021年9月29日発売[13]、ISBN 978-4-537-14411-6
  11. 2021年12月27日発売[14]、ISBN 978-4-537-14444-4
  12. 2022年3月28日発売[15]、ISBN 978-4-537-14485-7
  13. 2022年6月29日発売[16]、ISBN 978-4-537-14520-5
  14. 2022年9月29日発売[17]、ISBN 978-4-537-14549-6
  15. 2022年12月27日発売[18]、ISBN 978-4-537-14586-1
  16. 2023年3月29日発売[19]、ISBN 978-4-537-14586-1
  17. 2023年6月29日発売[20]、ISBN 978-4-537-14660-8
  18. 2023年9月28日発売[21]、ISBN 978-4-537-14700-1
  19. 2023年12月27日発売[22]、ISBN 978-4-537-14748-3
  20. 2024年3月29日発売[23]、ISBN 978-4-537-14791-9
  21. 2024年6月28日発売[24]、ISBN 978-4-537-14844-2
  22. 2024年9月28日発売[25]、ISBN 978-4-537-14894-7
  23. 2024年12月26日発売[26]、ISBN 978-4-537-14940-1
  24. 2025年3月28日発売[27]、ISBN 978-4-537-14987-6
  25. 2025年7月9日発売[28]、ISBN 978-4-537-17260-7

## テレビドラマ
2023年7月7日から9月1日まで、テレビ朝日系「金曜ナイトドラマ」枠で放送された。主演は生田斗真。初回放送は配信二日で「TVer」のドラマランキング1位、金曜ナイト枠最速で見逃し配信再生数100万回を突破した。

### キャスト

#### 主要人物
台場陣（だいば じん）〈40〉
演 - 生田斗真
本作の主人公。警視庁捜査一課のエース。階級は警部補。その名をもじり「ダイマジン（大魔神）」と呼ばれる程の剛腕の持ち主。その行き過ぎる正義感故に法では決して裁けぬ未解決事件の犯人・天羽に手を下し処刑し、その事実を知った才門が手を回し「特命捜査対策班」へ異動となる。
平安才門（ひらやす さいもん）
演 - 向井理（少年時代：白髭善）
警視庁捜査一課特命捜査対策班の室長。頭脳明晰で冷淡な警視正。台場が元警察庁の重鎮を殺害したことを知り、彼を自らが率いる「特命捜査対策班」に異動させ、半強制的に「動く暴力装置」としてこき使う。
七夕夕夏（たなばた ゆうか）
演 - 土屋太鳳
警視庁捜査一課強行犯第四係の刑事。巡査部長。
誘拐から救出された女児の証言に容姿が一致する台場が犯人ではないかと疑う。その後、台場の誤認逮捕を防ぎ、彼から天羽が未解決の連続幼女誘拐殺人事件の犯人かつ44メンバーと打ち明けられると、天羽を殺害していないとの主張以外は信用する。
天羽の死後も、彼を連続幼女誘拐殺人事件の犯人として立件すべく奔走。その過程で台場と関係が近しい人物として44に目を付けられ、自身を襲撃した44のメンバーを射殺し、台場と44メンバーを殺害した共犯者として一蓮托生の関係となる。

#### 警視庁
占部貴教（うらべ たかのり）
演 - 小澤征悦
刑事部 犯罪捜査情報分析統括センター所属の警部。
その正体は44のトップであり、部下たちからは「教官」と呼ばれる。第7話序盤で警視庁を退職し、議定書を読んで44の思想に共鳴した清家の第一秘書に転身、彼を44のメンバーに招き入れようとする。
44の指導者・百鬼の命令で牡丹をナイフで刺殺し、七夕を拉致して誘き出した台場を殺害しようと拳銃で右大腿部を銃撃し、なぶり殺しにしようとナイフで挑むが、台場に殴打された上「殺された牡丹警部の分まで苦しみながら死ね」と首を絞められ、殺害寸前となったところで、百鬼に「俺の考えたシナリオを勝手に変えるな」と告げられ銃殺される。
賀来さくら（かく さくら）
演 - シシド・カフカ
特命捜査対策班の警部補。元大手IT企業のエンジニア。
牡丹則行（ぼたん のりゆき）
演 - 浜野謙太
特命捜査対策班の警部。準キャリアで、大学で行動心理学を研究していた行確のスペシャリスト。
特命班の行動を秘密裏に何者かに連絡していたが、そのことに気付いた才門にコーヒーに入れられた睡眠薬で眠らされ拘束されると、裏切り者は才門の方だと告げる。その後、拘束を解かれ逃亡するが、占部に腹部をナイフで滅多刺しにされ死亡する。
百鬼に「才門こそが44のメンバーだ」と騙され、百鬼の密偵として特命班の動向を密告していたが、山下総理の私設秘書に百鬼が拳銃を渡している所を行確中に目撃したことから、百鬼の命令で動いた占部に殺害されている。
雲田泰造（くもた たいぞう）
演 - 松平健
科学捜査研究所の警視。平安の父親探しに協力する。
百鬼行人（なぎり ゆきと）
演 - 高橋克典（第3話 - 最終話）
公安部の理事官。
その正体は44の指導者で、44の工作員・中野に自分を襲わせ、SPに射殺させることで特命班を欺き、才門の協力者のフリをする。
天羽を殺害した台場を恋人の七夕が庇うが、その事実を知った占部に追及されたために台場が占部を銃殺し、追い詰められた台場と七夕は焼身自殺で心中したという筋書きで二人を殺害しようとするが、牡丹の証言で44のメンバーだと知った才門の策略で嵌められており、44の詳細や犯行の一部始終を警察無線で漏洩される。最後の足掻きとばかりに台場が占部との格闘中に落とした拳銃で七夕や彼女を庇う才門を射殺しようとするが、モデルガンだったために失敗し、七夕に金的を蹴られ悶絶する。
山下総理の私設秘書に拳銃を渡していたところを行確していた牡丹に目撃されてしまったことから、占部に命じて口封じに殺害させた。
台場と七夕に金的攻撃で脅され、先駆者と呼ばれる44のトップが才門の父親・三田村一馬と白状する。その後、台場に地蔵背負いで処刑されそうになるが、利用価値があると見なされ、特命班に44の二重スパイとして生かされる。
浮田修治（うきた しゅうじ）
演 - 馬場徹
捜査一課強行犯第二係 巡査部長。台場の元部下。
竹村光一（たけむら こういち）
演 - 若松力
捜査一課強行犯第四係 主任警部補。七夕の上司。幼女誘拐捜査本部のメンバー。

#### 44
第二次大戦時、旧帝国陸軍が秘密裏に設立した特殊部隊「西部四四部隊」の過激派が結成した秘密結社。
天羽大（あもう だい）
演 - 宅麻伸
「AMOセキュリティー」の社長。元警察庁の重鎮（元警視監）。未解決事件を専従捜査する特命捜査対策班（特命班）の生みの親。
30年間未解決の連続幼女誘拐殺人事件の犯人だったことから、台場によって宿泊先のホテルで地蔵背負いで処刑され、部屋のドアノブに布を掛けた首吊り自殺に偽装される。
市川孝蔵（いちかわ こうぞう） / 塩沢慎吾（しおざわ しんご）
演 - 矢柴俊博（第1話 - 第6話)
工作員。プッシュダガーを用いて首元から一突きで延髄を損傷させ、44の活動に干渉する人物を暗殺する。
自宅アパートに侵入した台場と格闘の末にマウントを取り、プッシュダガーでの一突きを試みるが形勢逆転され逃亡。追いついた台場に路上で首を締められ処刑寸前となるが、才門が運転する乗用車の突入で拘束が解かれると再び逃走した。
その正体は、現官房長官である成田公雄の元私設秘書であり政界との繋がりを持っていた。44にとって邪魔な存在である桜庭元議員の暗殺を画策するが台場に阻止され逮捕される。しかし、逃走中に凶器のプッシュダガーを廃棄したことで殺人未遂の容疑を免れた。
「教官」の占部からの指令で台場たちの命を狙い、船田葵を囮に襲撃し、誘き出した才門の腹部を刺し負傷させるが暗殺には失敗し、その後、台場の襲撃にも失敗する。そのために占部から「ご苦労であった」と戦力外通告されたことから、最後の仕事として入院中の才門を暗殺しようと病室を強襲するも百鬼に阻止され、ガソリンを被り焼身自殺する。
中野伸之（なかの のぶゆき）
演 - 出合正幸（第1話 - 第3話、第6 - 最終話回想）
工作員。才門が特命班の資料庫代わりに使う北区のマンションを襲撃し、確認に訪れた牡丹の右足を狙撃する。
しかし後から駆け付けた台場に消火器の粉末消火剤を噴霧され、消火器の容器で顔面を叩きつけられ気絶したが才門により解放される。その後、命令を受けた台場により街中で女子高生のスカートをカッターナイフで切り刻んだ痴漢の濡れ衣を着せられ、社会的に抹殺される。
特命班に才門の息がかかった所轄署の拘置所に44からの襲撃回避を目的に保護される。その後、離婚で離別した息子との面会日を理由に外出し、百鬼を暗殺しようとするが、百鬼の身辺警護をしていた警察官に射殺される。

#### その他
高田美和子（たかだ みわこ）
演 - 成海璃子
台場の元妻。弁護士。台場から依頼され、天羽殺害の容疑者の河本住男の弁護を引き受けたことを通して、天羽が連続幼女誘拐殺人事件の犯人で、台場が誘拐された幼女を助けたことを知る。台場の行き過ぎた正義感についていけず離婚している。
清家真吾（せいけ しんご）
演 - 桐山漣（第5話 - 最終話）
デジタル担当大臣。元神奈川県警の警察官で、管理官を務めていた。
元総理大臣の酒井から怪文書（議定書）を見せられると、その思想に共鳴し、その秘密結社に入りたいと自身の第一秘書として接触してきた占部に告げる。
占部との関係を聞き出すために台場に拉致され、顔に袋を被せられロープで首吊り状態にされるが、拉致した犯人が台場と気付いており、44を調査するために自身に接触してきた占部を第一秘書にして取り込んだと明かす。
牡丹が殺害された後、極秘結成された新特命班のメンバーとなり、44に二重スパイとして潜入し総理暗殺計画の阻止に協力する。
平安綾子（ひらやす あやこ）
演 - 藤澤恵麻
才門の母。ひき逃げ事故により、昏睡状態に陥っている。
意識を失う前、幼い才門に日本を滅ぼす危険人物である父親を見つけ、殺害するよう訴える。
穴水政玄（あなみず せいげん）
演 - 片岡鶴太郎（第3話 - ）
元内閣特務室のトップ。公安出身。公安時代に頭部へ銃弾を受け、その時から神のお告げが聞こえるようになった。週末に官僚や政治家に助言することから通称「土日の老人」と呼ばれる。
先駆者と呼ばれる44のトップである才門の父・三田村一馬と直接話ができる人物。

#### ゲスト

##### 第1話
船田葵（ふなだ あおい）
演 - 志水心音（第2話回想・第5話）
八王子市内で連れ去られた小学1年生の女児。意識が朦朧とするなか、救出した台場を誘拐犯と勘違いし、七夕に「白いヨレヨレのコートを着たボサボサ頭の男を見た」と証言する。
七夕からの事情聴取で、天羽が誘拐犯であることを証言したことを44に盗聴され、口封じに命を狙われるも、44の工作員・市川が才門たち特命班を誘き出すための罠であった。
船田由希子（ふなだ ゆきこ）
演 - 竹島由夏（第5話）
葵の母親。葵が事件当時のことを思い出し、「大きなおじいちゃんに連れ去られ、ボサボサ頭の男に助けられた」と発言したことから、警察に連絡するが、取り合ってくれなかったことから、警察に不信感を抱いている。
刑事
演 - 田中杏樹（第2話回想）
助け出された船田親娘に寄り添う。
武田太郎（たけだ たろう）
演 - 諏訪太朗（第3話）
与党である民生党の衆議院議員。時局講演会にて、平和の維持には憲法を改正し日米同盟を強化することが必要と訴える。講演後、覆面をした人物（市川）に右耳を狙撃される。
須田晃子（すだ あきこ）
演 - クノ真季子（第2話・第3話・第6話回想）
市川孝蔵と同居する女。二世社長誘拐事件・外国人経営者死亡事故後、彼らの会社の株が暴落することを見越し、資産家から資金を集め株の空売りで大儲けしていたことが賀来の調査で判明する。台場が事件の背景を掴み鉄槌を喰らわせようと自宅アパートに侵入するが、市川に首元をプッシュダガーで刺され殺害されていた。
アナウンサー
声 - 坂巻学
ニュースを伝えるラジオの声。
フロント係
演 - 長島竜也（第5話・第6話）
「インペリアルレジデンシャルホテル」のフロント係。七夕に天羽がいつから宿泊していたかと聞かれ、さらに台場の写真を見せられ「天羽の事件より前にホテルで目撃したような気がする」と証言する。
秘書
演 - 和田亮太（第3話）
武田議員の秘書。

##### 第2話
阿座上康太（あざがみ こうた）
演 - 松山傑
「アザース製菓」の二代目社長。誘拐後、全裸で監禁され身代金10億円を要求されていたが、自ら監禁現場から脱出する。年収10億円。
ルコック
演 - Riccardo B
「オッサン製薬」の外国人CEO。ひき逃げされ亡くなる。年収30億円。
ひき逃げ現場にはブレーキ痕がなく、特命班は阿座上社長誘拐犯と同一犯で、「魔人21号事件」の犯人、もしくは模倣犯による犯行と睨む。
スナイダー
演 - Matt Perkins
IT最大手「ウィッス」の外国人社長。マンションからの転落で亡くなる。年収50億円。
誰かと争った痕跡があり、特命班は阿座上社長誘拐犯と同一犯で、「魔人21号事件」の犯人、もしくは模倣犯による犯行と睨む。
波多野陽介（はたの ようすけ）
演 - 伊藤正之（第4話・第6話回想）
東京都公安委員。「AMOセキュリティー」の会長。天羽が連続幼女誘拐殺人事件の犯人だと知りながら、口止め料として天羽から役員報酬を受領していたのではないかと才門から脅迫され、警察上層部に圧力をかけるよう依頼される。
情報屋の男
演 - 隈部洋平
雲田が才門に紹介した情報屋。44の情報を才門から求められる。才門の父は将来を嘱望された自衛官だったが、傭兵となり東南アジアの独立を助け、自衛隊に復職せず暴走し44の黒幕となったと才門に伝える。しかしその直後、ジョギングランナーを装った市川が追い越し様に首元をプッシュダガーで一突きし、延髄損傷により殺害された。
刑事
演 - 井並テン（第4話）
交通係の刑事。未解決事件捜査班からルコックの事故現場映像の提供を求められるが、単なる轢き逃げと考えているとして拒否する。
刑事
演 - 福津健創
スナイダーの死は離婚の慰謝料など個人的な問題による自殺だとし、未解決事件捜査班への情報提供を拒否する。
主婦
演 - 松田佳子
自転車で移動中、監禁現場から全裸で脱出してきた阿座上と遭遇する。
女子高生
演 - 矢野ななか
台場が才門の命令で仕込んだ女子高生。中野を痴漢に仕立て上げる罠を仕掛ける。
女性
演 - 丸山奈緒
情報屋の男が市川に追い越された直後、突然倒れた光景を目にし叫び声をあげる。

##### 第3話
桜庭紘一（さくらば こういち）
演 - 井上肇（第6話回想）
市川（塩沢）がかつて仕えていた改憲論を訴える元議員。選挙の当選後、身に覚えのないセクハラ疑惑で政界引退を余儀なくされ、妻と離婚し身を潜める。
現在はホテルに潜伏中。市川（塩沢）の所在を探りに来た台場へ、市川の背後には44が控えており詮索すれば殺害されると忠告する。
市川に潜伏先のホテルを襲撃されるが台場に阻止される。
磯野郷太
演 - 石井正則（写真出演、第4話・第6話）
現政権に対し批判的なスタンスのフリージャーナリスト。穴水政玄より「睡眠薬で自殺」とお告げされる。
内藤（44の殺し屋）によって風邪薬の服用後、泥酔による浴室内の事故死を偽装され、殺害寸前に台場に救出される。
天羽から巨額の報酬を受け取っていた波多野（公安委員）の疑惑を追う最中、ある秘密を掴んだと台場に伝えるもその後に44の工作員・市川に自宅を襲撃され、変死体で発見される。
天羽が台場に処刑された日、天羽の宿泊するホテルの部屋を訪れ、44の存在に触れる「議定書」が記録された彼のノートパソコンを持ち去り、記事にしようとしたため44に殺害されていた。
官僚
演 - 河野安郎（第4話）
穴水政玄のお告げを聞く官僚。天羽大の殺害疑惑がある台場陣について、「逮捕させちゃお」との助言を受ける。
公安刑事
演 - 榎木薗郁也、敬太
特命班の台場陣を尾行し行確する公安刑事たち。尾行に気付いていた台場から、殺人のターゲットとなっている桜庭紘一の保護を依頼される。
警察官
演 - 三辻拓海
千住東署の警察官。月1回の息子との面会日を理由に帰宅を希望した中野伸之を警護していたが、その中野に殺害された。
警察官
演 - 武田祐一（第6話・最終話）、酒井靖史（第6話・最終話）
百鬼行人の身辺を影のように警護する警察官たち。百鬼を襲撃した44の工作員・中野を射殺する。
チンピラ
演 - 髙野光希（第4話）、うえきやサトシ（第4話）
若い女に絡むチンピラ。刃物を持って襲い掛かり台場陣に一蹴されるが、実はすべて台場を陥れるための罠だった。
若い女
演 - 島村明日果（第4話）
夜道で男二人に襲われていたところを台場に助けられる。制服警察が到着すると、男たちは知り合いで台場に暴行されたと証言する。
制服警官
演 - 金原泰成、中村斗哉
喧嘩の通報を受け到着した現場で、若い女の証言を鵜呑みにし、事情聴取のため台場警部補を任意同行させる。

##### 第4話
河本住男
演 - 戸田昌宏（第5話）
30年前、家出中の女子中学生を家に連れ込んだ前科があったことから、幼女・田山宮子殺害事件の容疑者で、当時静岡県警捜査一課の課長代理だった天羽から聴取を受けるが、遺体が発見されなかったことで釈放されている。
釈放後、天羽の取り調べにマスコミを通じて抗議し、彼に私怨を抱いており、田山宮子の白骨遺体が発見され、天羽が亡くなった日に同じホテルに宿泊していたことから天羽殺害の容疑者として浮上し、浮田に任意同行を求められる。
杉山鉄次
演 - Micro（Def Tech）（第5話・第6話）
44のメンバー。市川と行動を共にする。市川と共に台場を襲撃するが、特別班をマークしていた捜査一課に逮捕される。しかし、所持していた拳銃がモデルガンで、当日は酔っていて誰彼構わず脅したかっただけだと証言したことから重罪にはならず東京拘置所に収監され、真の目的だった「議定書」を記事にしようとした雑誌記者の塚本を首吊り自殺に偽装し殺害する。
内藤昭雄
演 - 三元雅芸
表の顔は老人ホームの介護士だが、その正体は44の殺し屋。ジャーナリストの磯野を風邪薬の服用後に浴室内で泥酔による事故死に偽装し殺害しようとするが、百鬼の密告を聞いた才門の指示で駆け付けた台場に阻止される。
殺害に失敗するとビルの屋上から飛び降り自殺を図るが、台場が屋上から下階を覗き込むと道路には血痕のみで遺体は44の工作員・市川に即時回収されていた。
男
演 - 沖原一生（第5話）
44のメンバー。台場の周辺人物の説明を受けた占部から、彼らを殺害しても標的である台場の心を折れないと市川と共に叱責される。
台場の心を折るために七夕を殺害しようとするが、返り討ちに遭い、七夕の救出に駆け付けた台場に首をへし折られ殺害される。
男
演 - 鳥谷宏之（第5話・第6話・最終話）
44のメンバー。天羽の別宅近くに田山宮子の白骨死体を埋め七夕を別宅に誘き出し、台場の心を折るために殺害を試みるが、逆に彼女の反撃を受け銃殺される。
犬を散歩させる男性
演 - 山本東
犬の散歩中、天羽の別宅近くで地中に埋められた田山宮子の白骨遺体を発見する。

##### 第5話
小柳則夫
演 - 田中穂先（第6話）
制服警官。船田葵を囮に警視庁内の44のトップ「教官」を誘き出そうとした才門と台場が揉めていたところに現れ、警察手帳を提示しても台場たちを警察官と信用せず応援を呼ぼうとしてことから、葵が44に襲われるのを阻止することを急ぐ台場に首絞めで気絶させられる。
船田博史
演 - 安達俊信
船田葵の父親。不審者3人が自宅に侵入して葵が襲われそうになるが、もう一人の男が現れ、その3人の男たちを刺していったと駆けつけた台場や才門たちに告げる。
葵の弟
演 - 磯貝廉都
船田葵の弟。幼稚園児。
強盗
演 - 石塚聡、松田俊大、荒井武司
船田葵が天羽が誘拐犯と思い出し、七夕に証言したことから、市川に召集された強盗。
しかし召集された本当の目的は、44の「教官」を誘き出そうとした才門を出し抜き、逆に彼らを誘き出すための囮で、目的が達成されると市川にダガーナイフで刺殺される。
医師
演 - 木川淳一
市川にナイフで刺された才門の救命処置を行う。

##### 第6話
塚本秀男（つかもと ひでお）
演 - 中山祐一朗（第7話）
文潮社「週刊ゴクラク」の副編集長。44に嵌められ、居酒屋で喧嘩沙汰を起こしたため東京拘置所に収監され、送り込まれた杉山に首吊り自殺に偽装され殺害される。
ジャーナリストの戦友である磯野から提供された44の存在に触れる「議定書」を記事にしようとしたため、殺害された。
梶山正治（かじやま まさはる）
演 - 田村健太郎（第7話・最終話）
塚本の後輩。居酒屋で塚本と現政権の悪口を言っていた。逮捕される間際の塚本からUSBメモリを渡されており、台場と七夕から接触された日に自宅に空き巣に入られるが、冷蔵庫の蒲鉾の中にUSBメモリを隠していたことから盗難を逃れる。
44の追手から身を守るため、台場によって安宿に潜伏させられるが44に居場所を突き止められて襲撃され、USBメモリを奪われ首吊り自殺に偽装されて殺害される。
若者
演 - 渡辺潤（第7話）
居酒屋で梶山と話をする塚本がうるさいと因縁をつけ、彼に殴られる。
今井
演 - 利重剛
文潮社「週刊ゴクラク」の編集長。釣り堀で台場から塚本の追っていた事件を聞き出され、変死した磯野から提供された日本が根本から転覆するネタを追っていたことを明かす。

##### 第7話
磯野の母
演 - 高柳葉子
岐阜に住む磯野の母。磯野の遺品にノートパソコンはなかったと訪問した台場たちに答える。台場たちが訪問する前、占部もノートパソコンはなかったかと訪問していたことを明かす。
酒井進三郎
演 - 長谷川初範
元総理大臣。代議士。磯野の父が後援会長をしていた関係で、磯野とは幼いころから付き合いがあった。
清家に議定書が記録されたUSBを渡して内容を確認させる。
バーテンダー
演 - 原田悦嗣
梶山が常連客のカウンターバーのバーテンダー。
刑事
演 - 満田伸明（第6話）、三浦健人（役名：岩井明）（第6話）
居酒屋に居合わせ、うるさいと因縁をつけた若者を突き飛ばした塚本を現行犯で逮捕する。
黒マスクの男
演 - 木原勝利（最終話）
台場を銃撃し、七夕を梶山の潜伏先から拉致する。

##### 最終話
先駆者 / 三田村一馬
演 - 大塚明夫
秘密結社「44」の支配者。才門の父親。

### スタッフ
- 原作 - リチャード・ウー（原作）、コウノコウジ（作画）『警部補ダイマジン』（日本文芸社『週刊漫画ゴラク』連載）
- 監督 - 三池崇史[2]、倉橋龍介
- 脚本 - 徳永友一[2]
- 音楽 - 遠藤浩二[2]
- 主題歌 - 関ジャニ∞「オオカミと彗星」（INFINITY RECORDS）[29]
- オープニングテーマ - 新しい学校のリーダーズ「マ人間」（ビクターエンタテインメント）[85]
- 警察監修 - 古谷謙一[86]
- 医療監修 - 長谷川俊典
- 企画協力 - 三宅川敬輔[2]
- ゼネラルプロデューサー -  服部宣之（テレビ朝日）[2]
- プロデューサー - 坂美佐子（OLM）[2]、井上文雄（OLM）[2]、前田茂司（楽映舎）[2]、後藤達哉（テレビ朝日）
- 制作プロデューサー - 奥野邦洋（OLM）、善田真也（楽映舎）[2]
- 制作協力 - OLM、楽映舎
- 制作著作 - テレビ朝日

### 放送日程
| 話数                                                         | 放送日  | サブタイトル                                | 監督     | 視聴率 |
| ------------------------------------------------------------ | ------- | ------------------------------------------- | -------- | ------ |
| 第1話                                                        | 7月07日 | 生田斗真×三池崇史!最凶のダークヒーロー誕生! | 三池崇史 | 4.7%   |
| 第2話                                                        | 7月14日 | 暴力装置                                    | 三池崇史 |        |
| 第3話                                                        | 7月28日 | 三田村一馬                                  | 三池崇史 |        |
| 第4話                                                        | 8月04日 | 共犯者                                      | 倉橋龍介 |        |
| 第5話                                                        | 8月11日 | 脅威                                        | 三池崇史 |        |
| 第6話                                                        | 8月18日 | 議定書                                      | 倉橋龍介 |        |
| 第7話                                                        | 8月25日 | 裏切者                                      | 三池崇史 |        |
| 最終話                                                       | 9月01日 | 反撃開始                                    | 三池崇史 |        |
| （視聴率はビデオリサーチ調べ、関東地区・世帯・リアルタイム） |         |                                             |          |        |

- 7月21日は第151回全英オープンゴルフ第2日生中継のため放送休止。
- 第5話は『熱闘甲子園』（第105回全国高等学校野球選手権記念大会6日目ハイライト）の放送に伴い30分繰り下げられ、23時45分 - 翌0時45分に放送された。

| テレビ朝日系 金曜ナイトドラマ             | テレビ朝日系 金曜ナイトドラマ              | テレビ朝日系 金曜ナイトドラマ                    |
| 前番組                                    | 番組名                                     | 次番組                                           |
| ----------------------------------------- | ------------------------------------------ | ------------------------------------------------ |
| 波よ聞いてくれ （2023年4月21日 - 6月9日） | 警部補ダイマジン （2023年7月7日 - 9月1日） | 今日からヒットマン （2023年10月27日 - 12月15日） |